# Accidente de helicóptero de Nueva York de 2019
El accidente de helicóptero de Nueva York de 2019 ocurrió el 10 de junio de 2019, cuando una Agusta A109E Power se estrelló en el AXA Equitable Center en la Séptima Avenida en Manhattan, Nueva York, lo que provocó un incendio en la parte superior del edificio. Tim McCormack, el piloto, murió en el accidente. El avión era de propiedad privada en el momento del accidente.
El vuelo se originó en el Helipuerto de East 34th Street (FAA LID: 6N5) aproximadamente a la 1:32 PM EDT con destino a Linden, Nueva Jersey. Alrededor de la 1:43 PM EDT del 10 de junio de 2019, un helicóptero Agusta A109E Power se estrelló en el techo del AXA Equitable Center, provocando un incendio en la parte superior del edificio. La primera llamada de emergencia se realizó a la 1:43 PM. El FDNY ha considerado el accidente como un «aterrizaje forzoso». El fuego en la cima del rascacielos se extinguió rápidamente. El helicóptero involucrado en el accidente, N200BX, fue destruido. El único ocupante, el piloto, Tim McCormack, murió en el incidente. Testigos presenciales afirman que vieron lo que probablemente fue una fuga de combustible.
Después del incidente, el alcalde de la ciudad de Nueva York, Bill de Blasio, informó a la prensa sobre el accidente. El alcalde de Blasio declaró que no había indicios de que el choque fuera un acto terrorista.